# Jan Michejda

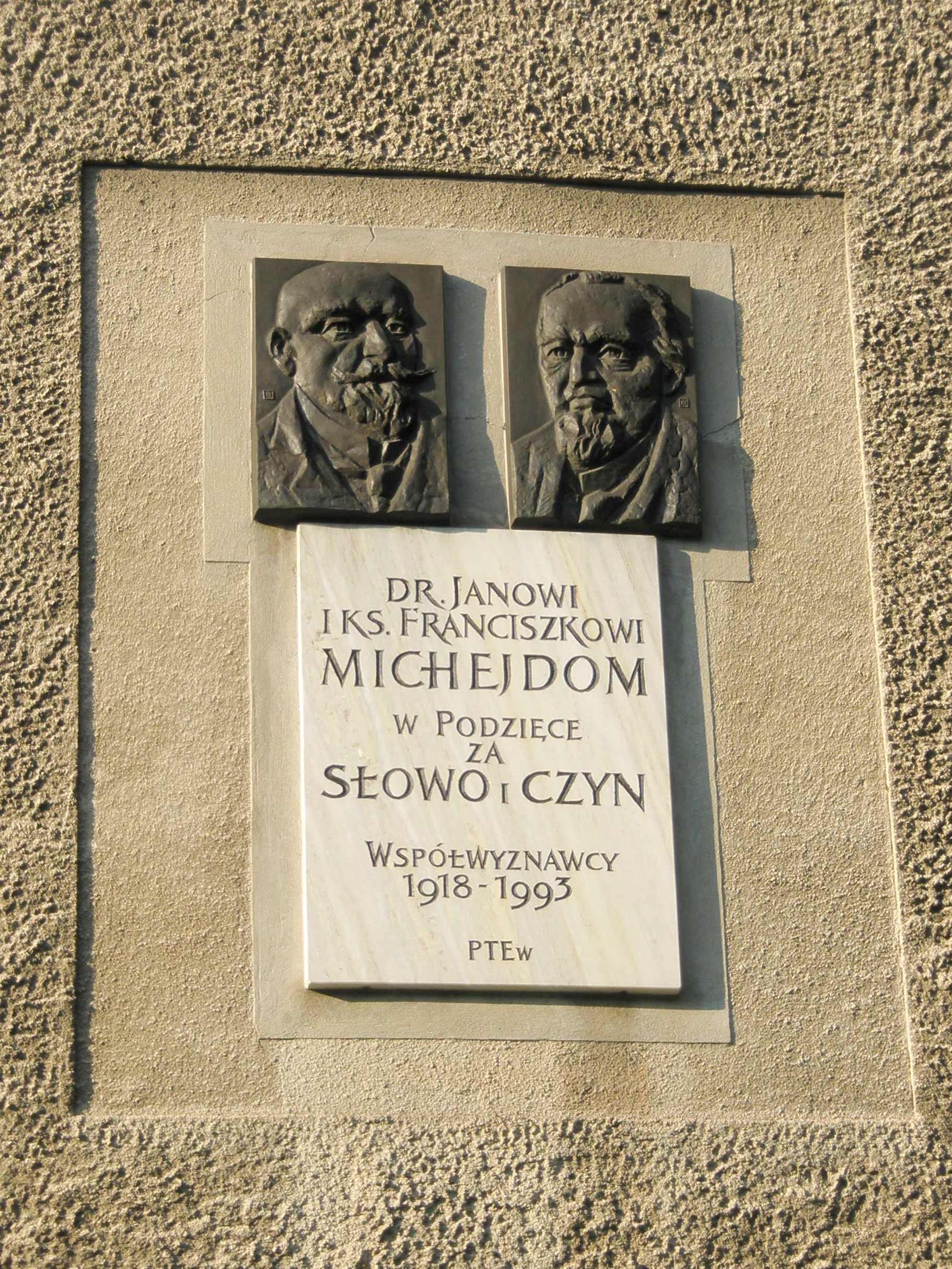
Pamětní deska bratrů Jana a Franciszka Michejdových v Těšíně

Jan Michejda (18. července 1853 Albrechtice – 14. května 1927 Skočov) byl rakouský advokát a politik polské národnosti ze Slezska, na počátku 20. století poslanec Říšské rady a Slezského zemského sněmu, v poválečném období starosta Těšína.

## Biografie
Působil jako advokát a politik.
Narodil se v Albrechticích v rolnické rodině. Jeho bratrem byl politik a duchovní Franciszek Michejda, synovcem politik a lékař Tadeusz Michejda a dalším synovcem politik (v meziválečném období starosta Těšína) Władysław Michejda. Jan vychodil evangelické gymnázium v Těšíně a pak studoval práva na Jagellonské univerzitě v Krakově a na Vídeňské univerzitě, kde mu byl roku 1877 udělen titul doktora práv. Od roku 1882 provozoval advokátní praxi v Těšíně.
Byl aktivní ve veřejném a politickém životě. Od roku 1890 až do roku 1918 zasedal na Slezském zemském sněmu, kam byl poprvé zvolen roku 1890 za kurii venkovských obcí, obvod Bílsko, coby jeden ze tří etnicky polských poslanců. Prosazoval spolupráci českého a polského etnika v Slezsku. V roce 1901 založil v Těšíně polskou organizaci tělovýchovného spolku Sokół. V roce 1908 podporoval český státoprávní program a na sněmu předsedal klubu českých a polských poslanců. V Těšíně rovněž zřídil záložnu.
Jan Michejda a bratr Franciszek Michejda založili roku 1906 Polskou národní stranu. Její předchůdkyní byla Politická lidová společnost (Polityczne towarzystwo ludowe), v které se oba bratři angažovali (strana byla dokonce neoficiálně nazývána michejdovci). Polská národní strana si za cíl kladla překonat konfesijní rozdělení slezských Poláků na katolíky a evangelíky. Prosazovala národní solidaritu místo třídního boje. V roce 1911 se Polská národní strana sloučila s Polskou lidovou stranou a utvořily Polské národní sjednocení.
Na počátku 20. století se Michejda zapojil i do celostátní politiky. Ve volbách do Říšské rady roku 1901 se stal poslancem Říšské rady (celostátní zákonodárný sbor) za kurii venkovských obcí, obvod Těšín, Fryštát, Bílsko atd. Jako evangelík uspěl ve volbách i díky tomu, že ho podpořila část polské katolické inteligence. Do vídeňského parlamentu se vrátil ve volbách do Říšské rady roku 1911, za obvod Slezsko 13. Usedl do poslanecké frakce Polský klub. Na říšské radě byl po jisté období místopředsedou Polského klubu. V parlamentu se zasadil o postátnění polského soukromého gymnázia v Těšíně a (roku 1904) o zřízení polských tříd na těšínském německém učitelském ústavu. Profesně se uvádí k roku 1911 jako advokát.
Po zániku Rakouska-Uherska byl Michejda jedním z předsedů Národní rady Těšínského knížectví. V lednu 1919 se stal náčelníkem zemské vlády Těšínského Slezska. V době československo-polského vojenského konfliktu o Těšínsko byl Michejda zatčen a uvězněn československými úřady, ale po intervenci T. G. Masaryka byl propuštěn. Po ukončení bojů byl jmenován polskou vládou komisařem polské části Těšínska. V prosinci 1922 se stal starostou Těšína a v této funkci setrval do své smrti. Od roku 1920 byl prezidentem slezské advokátní komory.
Zemřel náhle v květnu 1927, během slavnostního otevření železniční dráhy ze Skočova do Chyb.
Byl ženat s Otylií, roz. Foglarovou, katoličkou, s níž měl dva syny a dvě dcery.